# Idris desertorum
Idris desertorum är en stekelart som först beskrevs av Hermann Priesner 1951.  Idris desertorum ingår i släktet Idris och familjen Scelionidae. Inga underarter finns listade i Catalogue of Life.